# Clásica de Almería 2010
La Clásica de Almería 2010, venticinquesima edizione della corsa e valida come prova del circuito UCI Europe Tour 2010 categoria 1.1, fu disputata il 28 febbraio 2010 su un percorso totale di 178,2 km. Fu vinta dall'olandese Theo Bos al traguardo con il tempo di 4h22'53".
Partenza con 100 ciclisti di cui 91 portarono a termine la gara.

## Ordine d'arrivo (Top 10)
| Pos. | Corridore               | Squadra      | Tempo    |
| ---- | ----------------------- | ------------ | -------- |
| 1    | Theo Bos                | Cervélo      | 4h22'53" |
| 2    | Mark Cavendish          | HTC-Columbia | s.t.     |
| 3    | Graeme Brown            | Rabobank     | s.t.     |
| 4    | Luis León Sánchez       | C. d'Epargne | s.t.     |
| 5    | Davide Appollonio       | Cervélo      | s.t.     |
| 6    | Michał Gołaś            | Vacansoleil  | s.t.     |
| 7    | Jorge Martín Montenegro | C. d'Epargne | s.t.     |
| 8    | Daniel Moreno           | Omega Pharma | s.t.     |
| 9    | Rubén Pérez             | Euskaltel    | s.t.     |
| 10   | Jan Bakelants           | Omega Pharma | s.t.     |